# Jackson Berenguer Prado
Jackson Berenguer Prado (* 4. Mai 1918 in Tucano, Bahia, Brasilien; † 8. Februar 2005) war ein brasilianischer Geistlicher und römisch-katholischer Bischof von Paulo Afonso.

## Leben
Jackson Berenguer Prado empfing am 13. Juni 1943 das Sakrament der Priesterweihe.
Papst Pius XII. ernannte ihn am 16. April 1958 zum ersten Bischof des im Vorjahr gegründeten Bistums Vitória da Conquista. Der Erzbischof von São Salvador da Bahia, Augusto Álvaro Kardinal da Silva, spendete ihm am 3. August desselben Jahres die Bischofsweihe; Mitkonsekratoren waren der Erzbischof von Botucatu, Henrique Golland Trindade, und der Bischof von Montes Claros, José Alves de Sà Trindade.
Am 24. September 1962 ernannte ihn Papst Johannes XXIII. zum ersten Bischof des neuerrichteten Bistums Feira de Santana. Er nahm an der ersten, dritten und vierten Sitzungsperiode des Zweiten Vatikanischen Konzils als Konzilsvater teil.
Papst Paul VI. ernannte ihn am 8. Oktober 1971 zum ersten Bischof des im Vormonat errichteten Bistums Paulo Afonso. Am 17. August 1983 nahm Papst Johannes Paul II. seinen vorzeitigen Rücktritt an.